# أوجين سلامي
أوجين سلامي (بالإنجليزية: Eugène Salami)‏ هو لاعب كرة قدم نيجيري في مركز الهجوم، ولد في 5 فبراير 1989 في أبوجا في نيجيريا. لعب مع نادي تيبليتسه ونادي دبرتسني ونادي كيكسكيميت ونيجر تورنادو.

## وصلات خارجية
- أوجين سلامي على موقع قاعدة بيانات كرة القدم.إي يو (الإنجليزية)
- أوجين سلامي على موقع Soccerway.com (الإنجليزية)